# Christian Keglevits
Christian Keglevits est un footballeur autrichien né le 29 janvier 1961 à Weiden bei Rechnitz, qui évoluait au poste d'attaquant au Rapid Vienne et en équipe d'Autriche.
Keglevits a marqué trois buts lors de ses dix-huit sélections avec l'équipe d'Autriche entre 1980 et 1991.

## Carrière
- 1976-1979 : SC Eisenstadt
- 1979-1984 : Rapid Vienne
- 1984-1989 : Wiener Sport-Club
- 1989-1991 : Rapid Vienne
- 1991-1992 : Austria Salzbourg
- 1992-1993 : LASK Linz
- 1993-1994 : Wiener Sport-Club

## Palmarès

### En équipe nationale
- 18 sélections et 3 buts avec l'équipe d'Autriche entre 1980 et 1991.

### Avec le Rapid Vienne
- Vainqueur du Championnat d'Autriche de football en 1982 et 1983.
- Vainqueur de la Coupe d'Autriche de football en 1983 et 1984.